# Franciaországi Aliz blois-i grófné
Franciaországi Alix (1151 nyara – 1197 vagy 1198) VII. Lajos francia király és első felesége, Aquitániai Eleonóra második leánya.

## Élete
Nevét anyai nagynénjéről, Aquitániai Petronilláról kapta, akit csak Alixnak becézett szűkebb környezete. Az újabb kislány születése után nem sokkal Lajos elvált Eleonórától, amit azzal indokolt, hogy nem szült neki fiúgyermeket. 1152-ben a szülők frigyét annullálták, és mindketten újra megházasodtak. A két lány, Mária és Alix apjuknál maradtak a válás után, míg anyjuk Angliába költözött új férjéhez, II. Henrik angol királyhoz, akinek öt fiút szült házasságuk alatt.
Franciaországi Alix 1164-ben ment feleségül V. Theobaldhoz, Blois grófjához, akinek hét gyermeket - Teobald, Lajos, Henrik, Fülöp, Margit, Izabella és Alíz - szült. Alix nővére, Mária V. Theobald fivérének, Henriknek lett a hitvese ugyancsak 1164-ben. Nővére négy gyermeket szült házastársának, Champagne grófjának.
A grófné volt Blois tartomány régensnője, míg férje Keleten tartózkodott, és legidősebb fiuk, Lajos még kiskorú volt a birtokok kormányzásához. Férje 1191-es halála után még újabb néhány évig, egészen haláláig ő irányította Blois területét.